# 地平线之主狙击步枪
地平线之主（羅馬化：Volodar obriiu）是一款由乌克兰同名公司研发的多用途多口径狙击步枪。

## 历史
该步枪是在烏俄戰爭爆发后由地平线之主公司的工程师们在军队的狙击手参与下开发的。在开发过程中，提出了以下的性能要求：
1. 步枪的重量不应超过16公斤。
2. 枪栓组的设计必须能够最大限度地减少在激烈的战斗中灰尘、沙子或其他污垢进入枪膛的可能性。
3. 枪托折叠后的步枪尺寸应不超过1.6 m，这样可以使其在客车驾驶室中运输，并使一名携带步枪和弹药的狙击手能够在狭窄的战壕或受损房屋中畅行无阻。
4. 步枪的设计应能够快速更换枪管和枪栓，以适应部队或不同使用国所用的口径。

为达成这些目标，开发者们通过对世界范围内狙击作战以及自身的战斗经验的分析，认识到了交战距离显着增加的趋势。 这主要是因为现代枪械，弹药、测距装置、便携式气象站和电子弹道计算器的质量显着提高。 而且，敌方在反狙击作战中越来越多地使用了激光压制设备，而延长交战距离能使这些激光武器的效率降低。然而，当时现有的步枪子弹限制了狙击射程的延长。12.7×99mm NATO (.50BMG) 允许在大约2000m的距离上有效接战，而其他远程口径（.416 Barrett、.460 Steyr、.408 CT、.375 CT）等大约可以在2200米距离上有效对付无防护目标。专用于反器材的14.5×114mm可以在使用1400mm枪管时攻击约2400m距离上的目标，然而它并不够精准，现有的使用该口径的步枪（如PTRS-41和PTRD-41反坦克步槍）亦不是为远程狙击战斗设计，而且还相当笨重。因此，为了最大化地平线之主步枪的效能，专门开发了一种新的子弹：12.7×114mm “HL”。该子弹的设计是将14.5×114mm子弹缩口并使用.510口径的高质量弹头，同时采用美国制火药。该新型子弹能将重达48g的弹丸以1000mm的枪管长度加速到1000m/s. 进一步的测试和改进显示了这种新子弹的巨大潜力：在20°C以1000mm枪管发射时，12.7×114mm HL拥有975m/s的初速和23100J的枪口动能，约是.50BMG的1.3倍，而在2800m距离上，它依然以343m/s的速度保持超声速飞行，并仍保有2861J的动能，是一枚5.56×45mm NATO子弹枪口动能的1.6倍。
在开发这款步枪的过程中，采纳了来自军方和民间射手的16项建议，并有来自美国Bartlein, Inc.和英国Arc Ballistics的工程师参与了该枪的设计。经过论证妥协的结果便是此款多口径、高精度的狙击反器材步枪MCR-HL，它几乎能满足军方狙击手和民间射手的所有愿望。 从本质上讲，这是一个平台化武器系统，仅需更换枪管和枪机即可转换为不同的口径。它可兼容多种大口径枪弹，甚至23×115mm炮弹以作为小口径火炮使用。
據報道，2023年底，一名隸屬於烏克蘭國家安全局的士兵，使用此狙擊步槍，創造了在3,800米（4,156 yd）距離上擊殺一名參與入侵烏克蘭的俄國士兵的新紀錄，為至今最遠距離。